# Скалистирис, Димитриос
 Димитриос Скалистирис  (греч.  Δημήτριος Σκαλιστήρης , Триполи, 1815 - 1883) – греческий военный инженер-мостостроитель, полковник, депутат парламента, профессор Афинского политехнического университета. 

## Биография

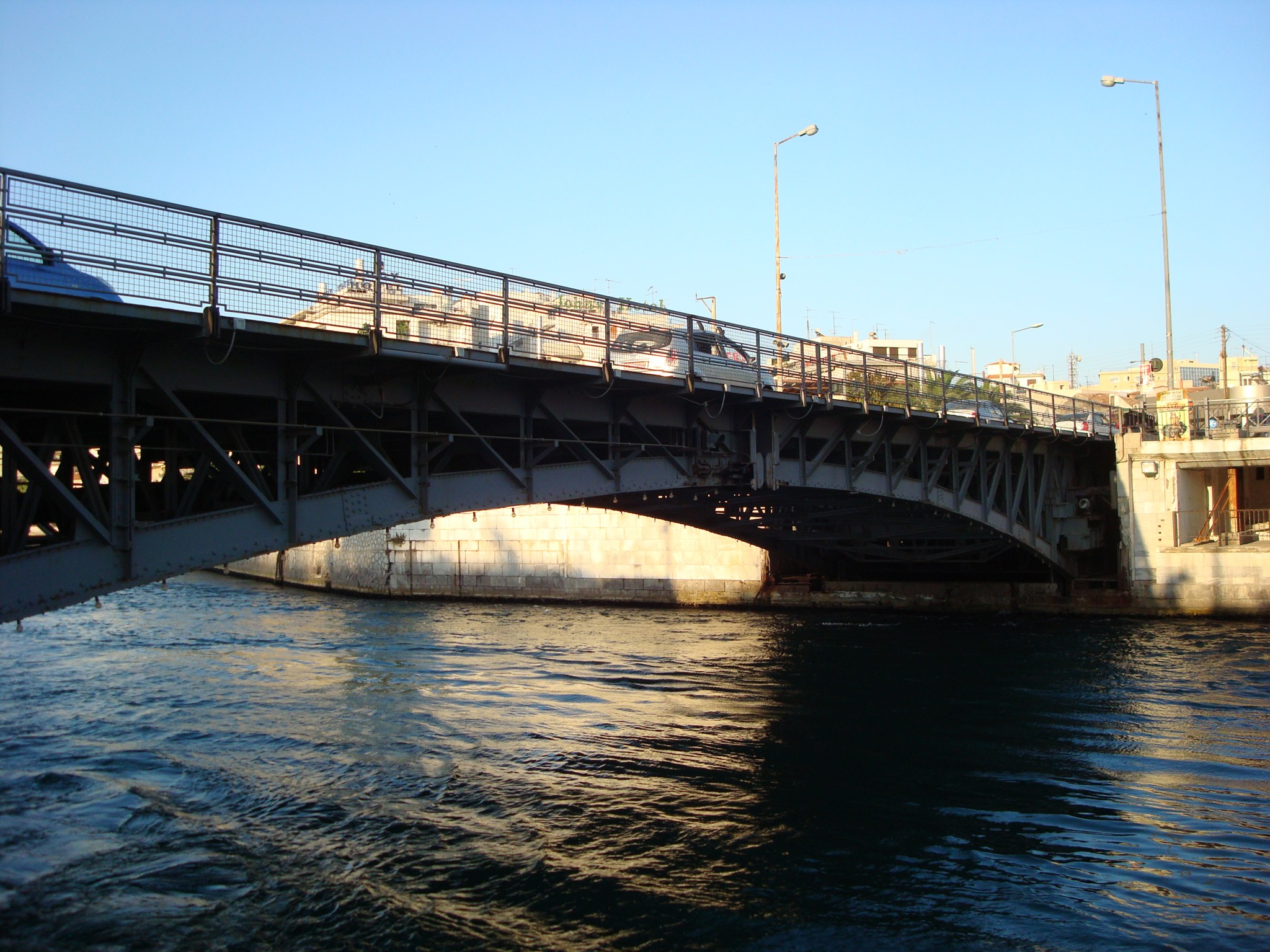
Разводной мост через самое узкое место Эврипа. Перестроен в 1960 году греческим инженером Теодосием Тасиосом.

Димитриос Скалистирис родился в аркадийской Триполи в 1815 году, в семье Михаила Скалистириса (?-1856), ставшего впоследствии, в Греческом королевстве, в феврале 1856 года:481, министром юстиции. 
Димитрис Скалистирис окончил Военное училище эвэлпидов военным инженером. 
Продолжил свою учёбу математике и естественным наукам в Париже.
Вернувшись в Грецию, был назначен преподавателем мостостроения в Военное училище эвэлпидов и механики в Афинский Политехнический университет. 
В течение своей двадцатилетней службы дослужился до звания подполковника инженерных войск. 
Ушёл в отставку из армии в 1878 году. 
Исполнял обязанности ректора Афинского политехнического университета. Был первым директором Службы общественных работ. 
Одна из наиболее известных работ Скалистириса – металлический мост соединяющий остров Эвбею с материком, через узкий пролив Эврип.
Скалистирис был награждён греческим орденом  Феникса , Командор. 
Умер в 1883 году.